# TG3 Mattino
Il TG3 Mattino (dal 30 giugno al 31 ottobre 1997 TG3 Morning News e dall'8 marzo al 23 aprile 1999 T3 Mattino) fu l'edizione mattutina del TG3, il telegiornale di Rai 3, andata in onda dal 21 marzo 1994 al 23 aprile 1999.

## Storia
TG3 Mattino nasce il 21 marzo 1994 andando in onda dal lunedì al venerdì dalle 6:00 alle 8:30. Era composto da un rullo di notizie letto da uno speaker, seguito dalla rassegna stampa, dal Meteo 3 e dal traffic, curato dal CCISS (il traffico e la rassegna stampa saranno poi soppresse) I notiziari andavano in onda ogni 15 minuti, intervallati da un segnale orario, che differiva da quello consueto per lo sfondo verde anziché blu e con la testina rotante della sigla del TG3 sotto il quadrante dell'orologio. Per via della sua struttura, il TG3 Mattino poteva essere considerato un diretto concorrente del TG5 Prima Pagina.
Il 30 giugno 1997 la direttrice Lucia Annunziata decide di cambiarne il nome in TG3 Morning News, con la conduzione di Onofrio Pirrotta e Giulia Fossà. Al suo interno andavano in onda dei brevissimi telegiornali da tre minuti ripetuti ogni quarto d'ora, con conduzione in studio. La presenza della Fossà fu oggetto di critiche da parte di Famiglia Cristiana, dal momento che non si trattava una giornalista professionista.
Il 3 novembre 1997, visti i bassi ascolti e le critiche, TG3 Morning News ripristina la vecchia denominazione ed è curato da Fabio Cortese, andando in onda dalle 6:00 alle 8:00. La struttura, tuttavia, viene modificata: invece del solito rullo senza conduzione, andavano in onda quattro notiziari ogni mezz'ora condotti dallo stesso Cortese, che si alternava con Paolo Di Chiara. Tra un telegiornale e l'altro andavano in onda le rubriche (meteo, CCISS, ecc...). Alle 6:00, quindi prima del TG delle 6:15, c'era una rubrica che informava sui vari eventi della giornata. Dopo l'ultimo TG, andava in onda una rassegna stampa, e seguiva alle 8:00, un approfondimento giornalistico monotematico chiamato Speciale TG3 Mattino.
Dal 5 ottobre 1998 TG3 Mattino torna ad essere un rullo di notizie senza conduzione come agli esordi, con notiziari in onda ogni 15 minuti dalle 6:00 alle 8:30; scompare quindi Speciale TG3 Mattino.
L'8 marzo 1999, con la ridenominazione della testata madre, anche TG3 Mattino cambia nome in T3 Mattino; tuttavia dal 26 aprile, dopo appena un mese, viene cancellato per lasciare spazio al collegamento con l’allora nuovo canale Rai News 24.